# Jeanne Robert (résistante française)
Ne pas confondre avec Jeanne Robert (1910-2002), historienne et épigraphiste française spécialiste de l’Antiquité grecque.
Pour les articles homonymes, voir Robert.
Jeanne Robert, née le 11 août 1914 à Hasnon, et morte le 5 septembre 2017 à Cadaujac, est une membre de la Résistance française. 

## Biographie
Jeanne Robert est née le 11 août 1914 à Hasnon.
Elle commence son opposition aux nazis en aidant les troupes alliées à se rendre à l'évacuation de Dunkerque, notamment en les aidant à obtenir de faux papiers d'identité.
Sous la France occupée, elle transmet des renseignements au Special Operations Executive (SOE).
Elle s'installe avec son compagnon Maurice Rouneau dans la France de Vichy, où ils fondent le réseau de résistance "Victoire" en avril 1942 ; ce réseau devient le plus important du sud-ouest de la France.
Professeure, elle a continué sa carrière comme une couverture et a dû fuir la Gestapo qui l'attendait aux portes de l'école.
En octobre 1943, avec la menace d'une capture trop importante, elle fuit la France vers l'Angleterre en passant par Gibraltar.
Arrivée en sûreté à Londres en décembre 1943, elle rejoint le Bureau Central de Renseignements et d'Action (BCRA), le service de renseignement de la France libre.
Elle revient en France après la libération de Paris en août 1944.
En reconnaissance de son service de guerre, elle a reçu la croix de guerre. Considérée comme oubliée par le gouvernement de l'après-guerre, elle est nommée chevalier de la Légion d'honneur en 2016.
Elle meurt en 2017 à l'âge de 103 ans,.

## Distinctions
- Chevalier de la Légion d'honneur (2016)
- Croix de guerre 1939–1945